# 绒胸蜂鸟
，是雨燕目蜂鸟科的一种鸟类，是绒胸蜂鸟属（学名：Lafresnaya）的唯一一种。
绒胸蜂鸟体重约5.3克，翼长约63.6毫米，嘴峰长约29.6毫米，喙宽度约2.5毫米，喙厚度约1.8毫米，跗蹠长约5.7毫米，尾长约40.2毫米。绒胸蜂鸟在其分布区内为留鸟，其栖息在密集的高大树木组成的森林中，食性为草食性，主要食物来源是植物的花蜜。

## 亚种
- ：分布于圣玛尔塔内华达山脉。
- ：分布于哥伦比亚安第斯山脉的北部地区。
- ：分布于委内瑞拉西部的安第斯山脉地区。
- ：分布于佩里哈山脉。
- ：分布于哥伦比亚的安第斯山脉西部，以及厄瓜多尔和秘鲁北部的安第斯山脉地区。
- ：分布于秘鲁北部安第斯山脉东坡。
- ：分布于秘鲁北部和中部的安第斯山脉东坡。[4]